# غاريث توماس
غاريث توماس (بالإنجليزية: Gareth Thomas)‏ (و. 1974  م) هو لاعب دوري الرغبي، ولاعب اتحاد الرغبي، من المملكة المتحدة، يلعب كجناح ‏.

## روابط خارجية
- غاريث توماس عل موقع إسبنسكروم (الإنجليزية)
- غاريث توماس على موقع ItsRugby.co.uk (الإنجليزية)